# Sântejude-Vale, Cluj
Sântejude-Vale este un sat în comuna Țaga din județul Cluj, Transilvania, România.

## Date geografice
Satul este situat la 17 km de Gherla și are sub 100 de locuitori. Sate învecinate: Sântejude, Sântioana, Săcălaia, Fizeșu Gherlii. 
Principala activitate a localnicilor este agricultura. 
În sat există o biserică ortodoxă, un cămin cultural (recent reamenajat) și două magazine alimentare. 
Turismul în zonă este intens, datorită lacului aflat în vecinătate. 

## Imagini

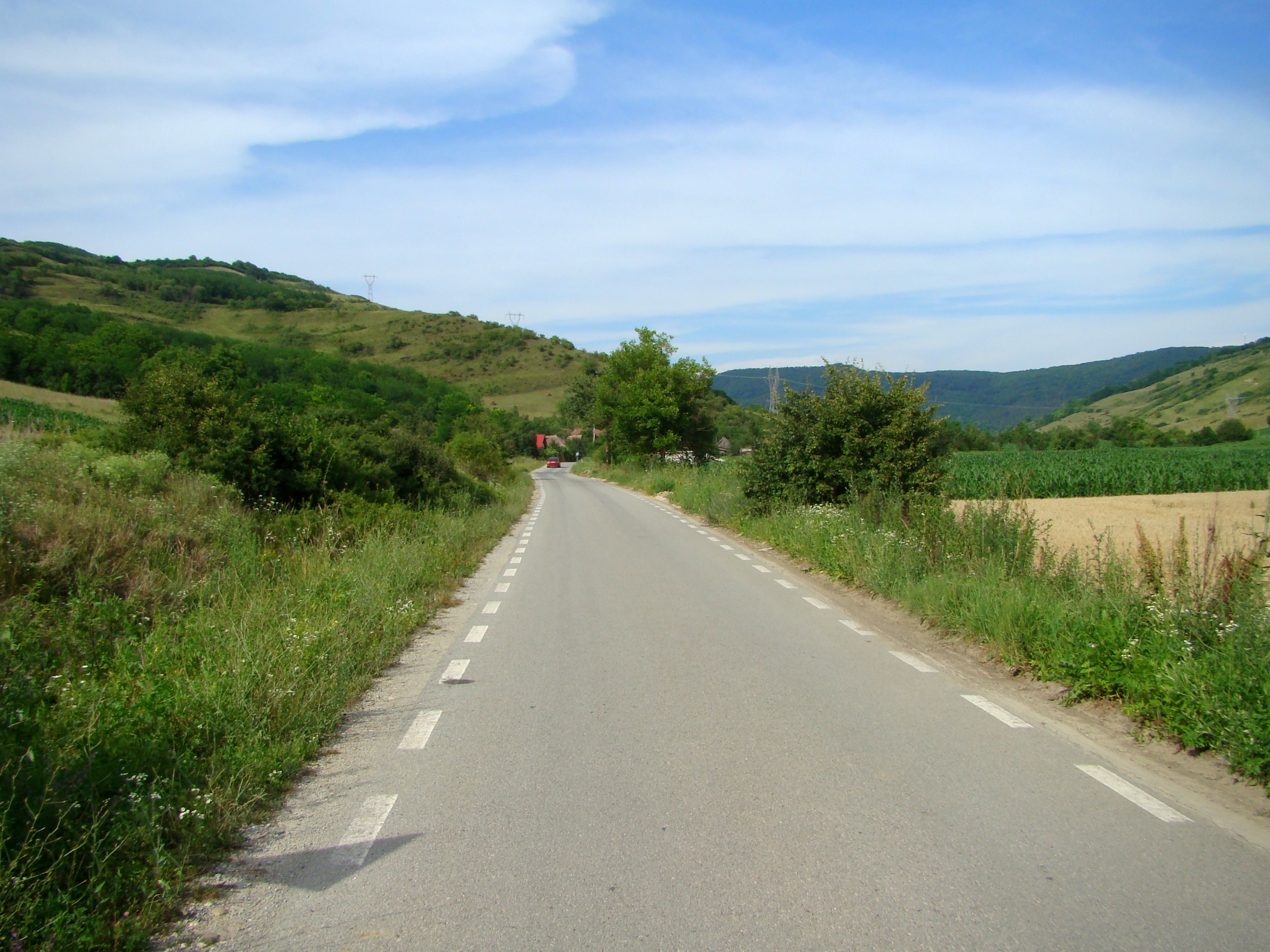
Drumul Sântioana-Sântejude-Vale
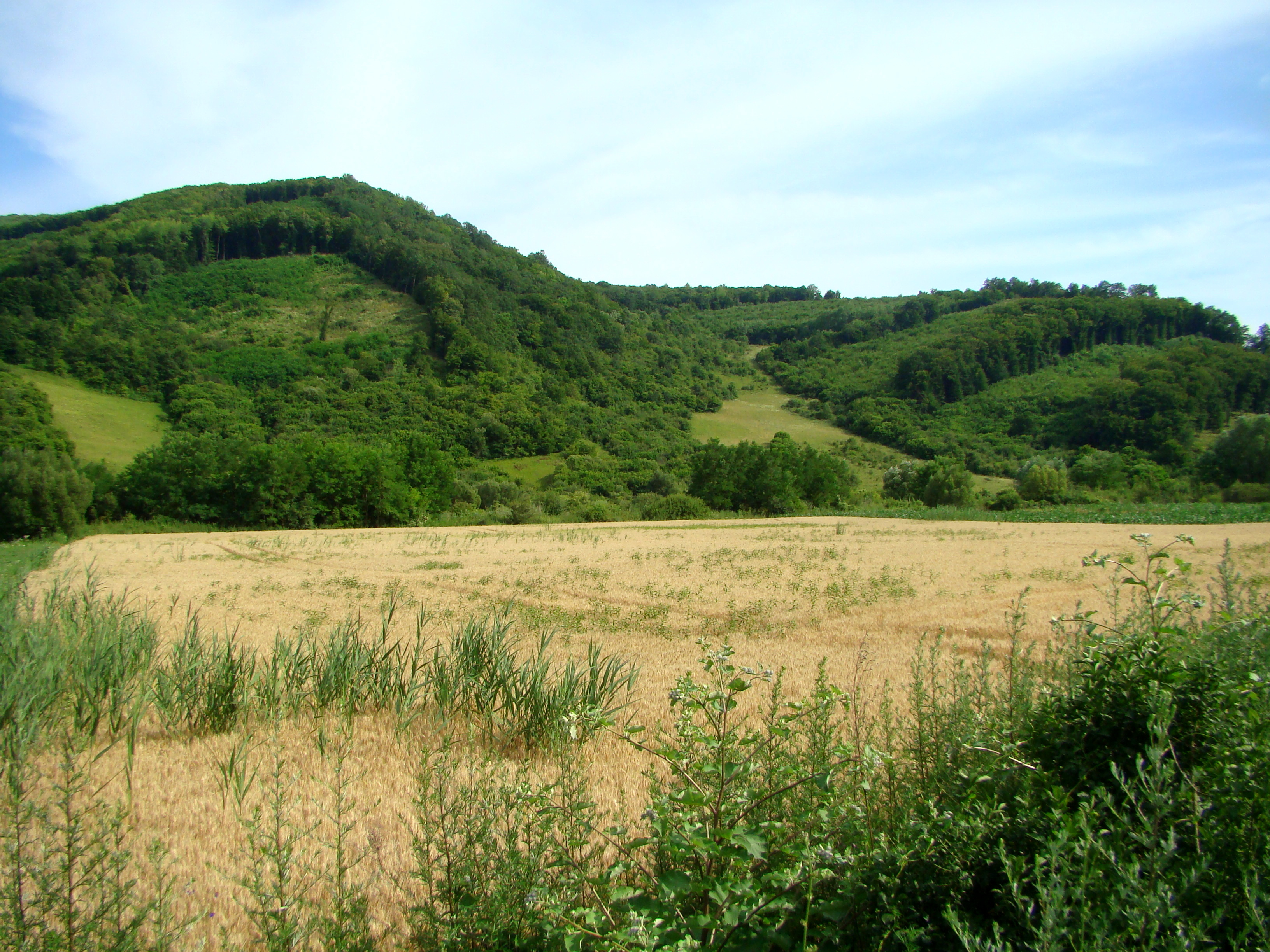
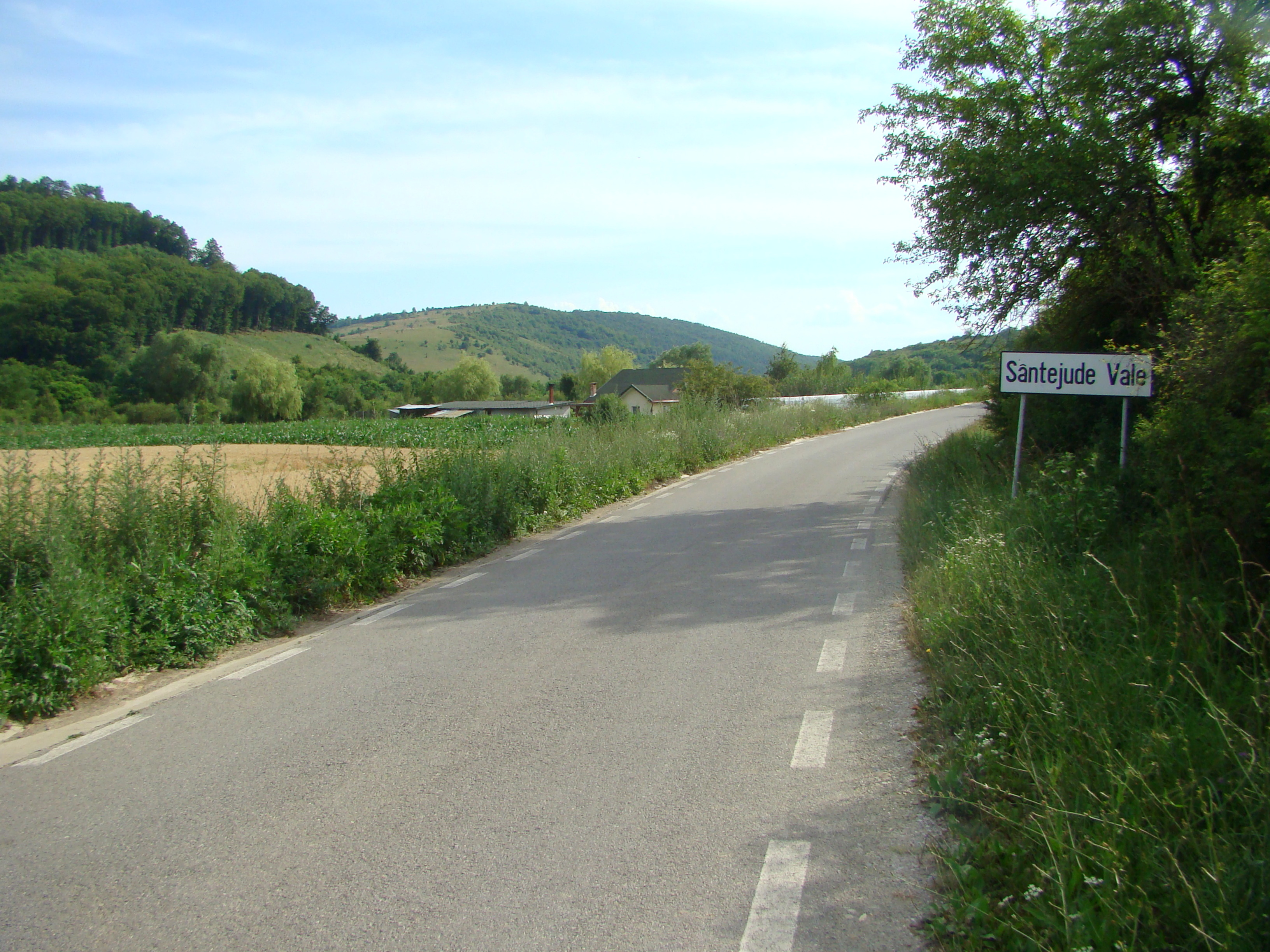
Intrarea în localitate
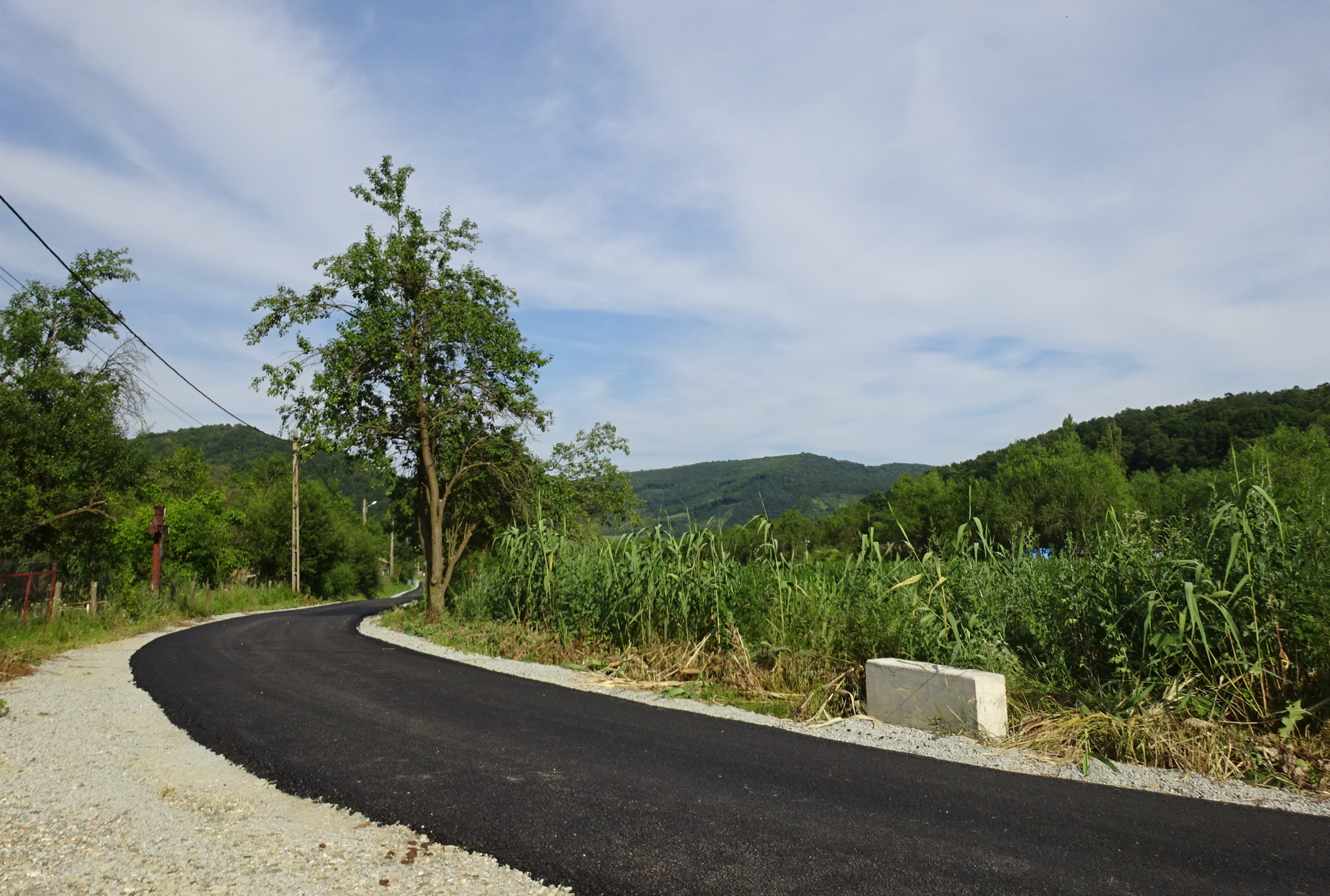
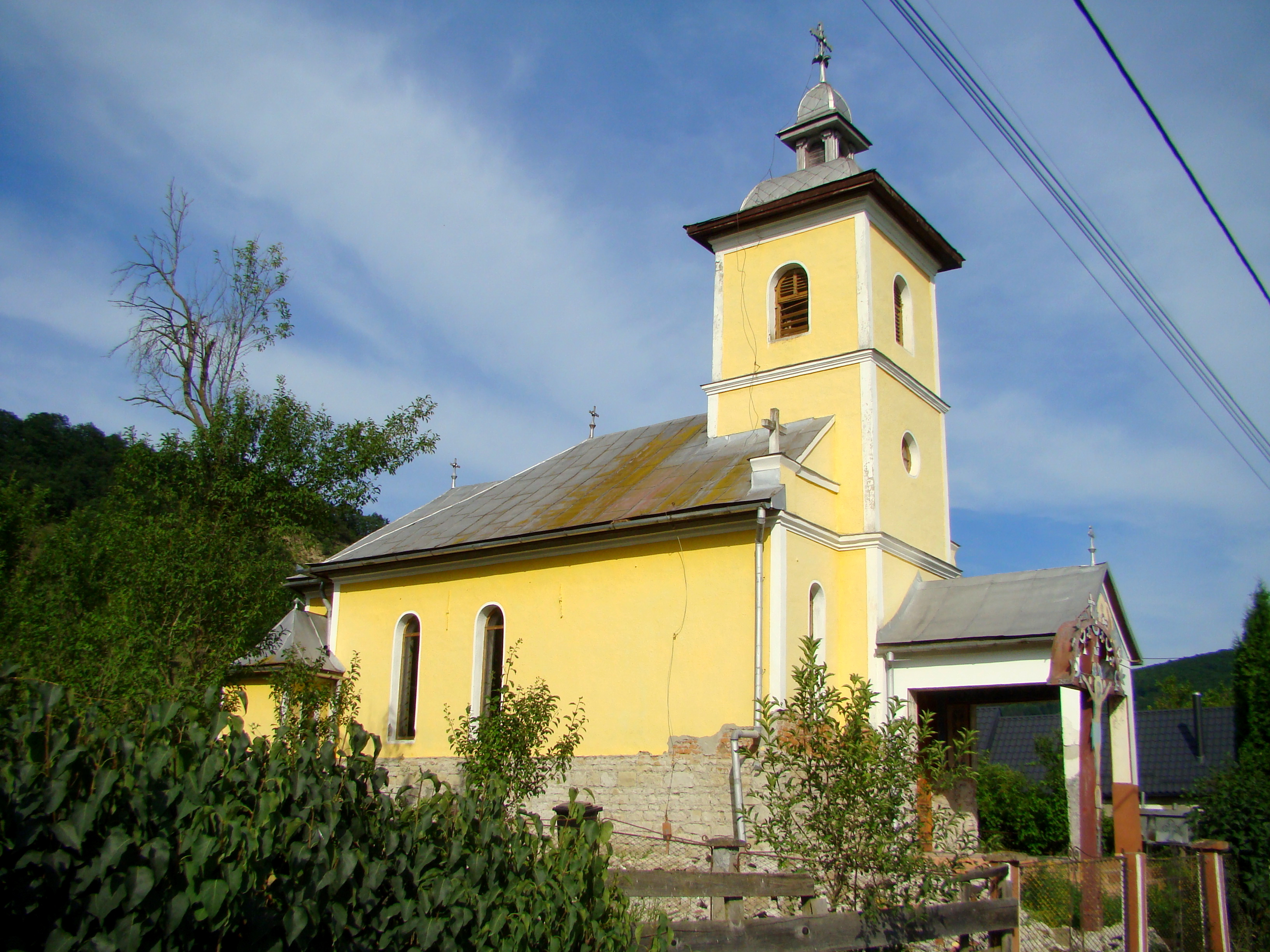
Biserica Sfântul Dimitrie din Sântejude-Vale (1938)
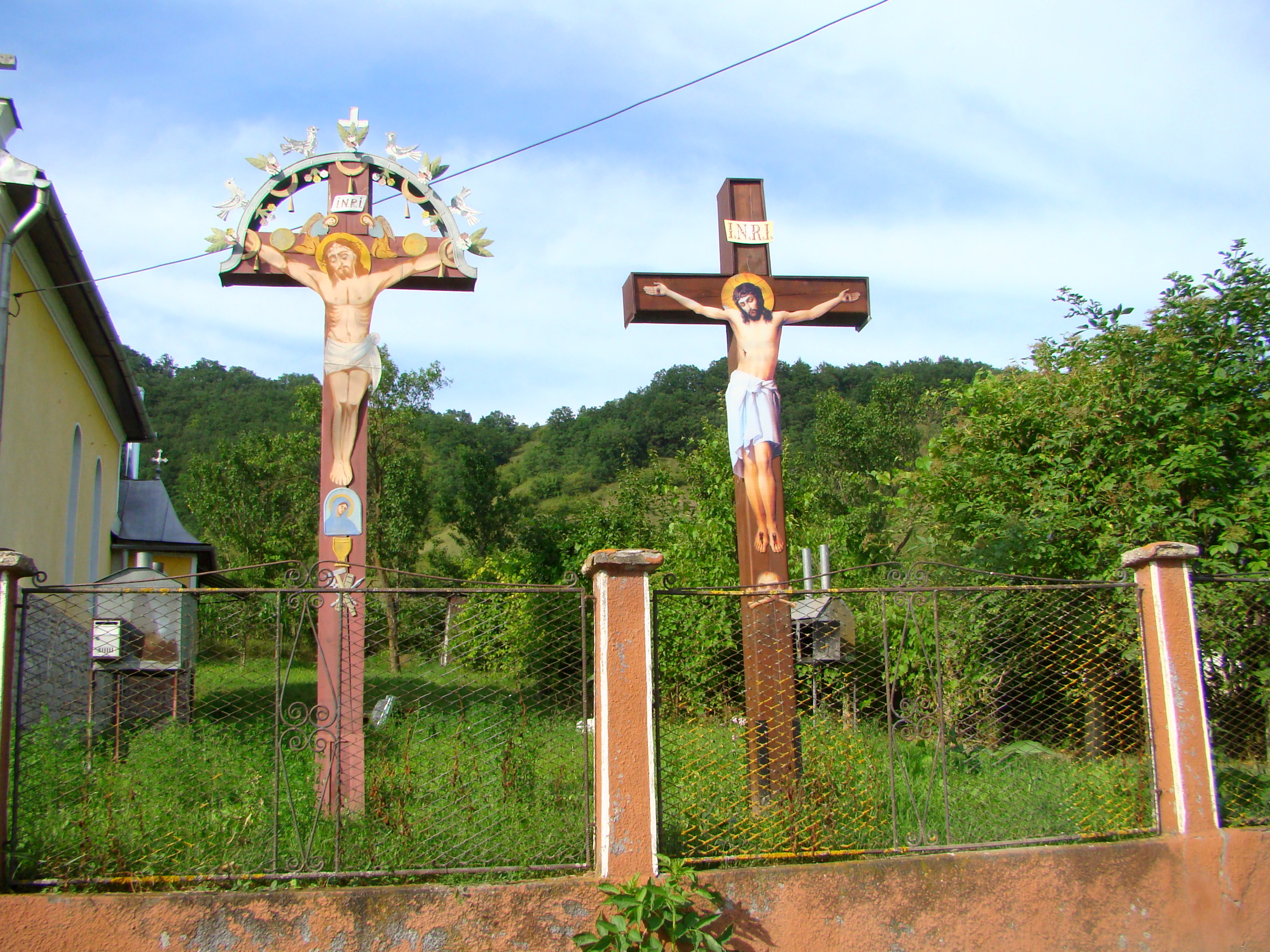
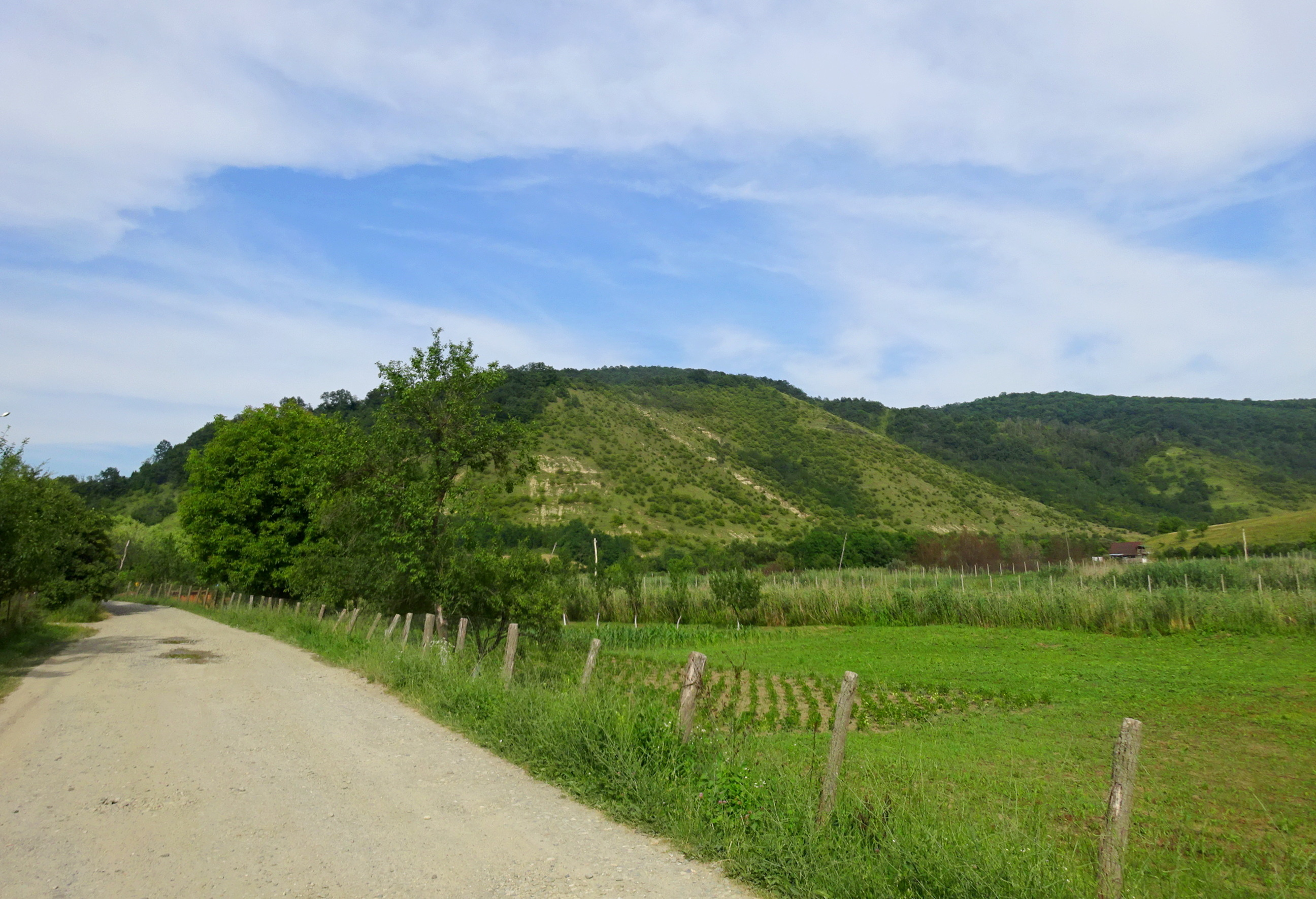
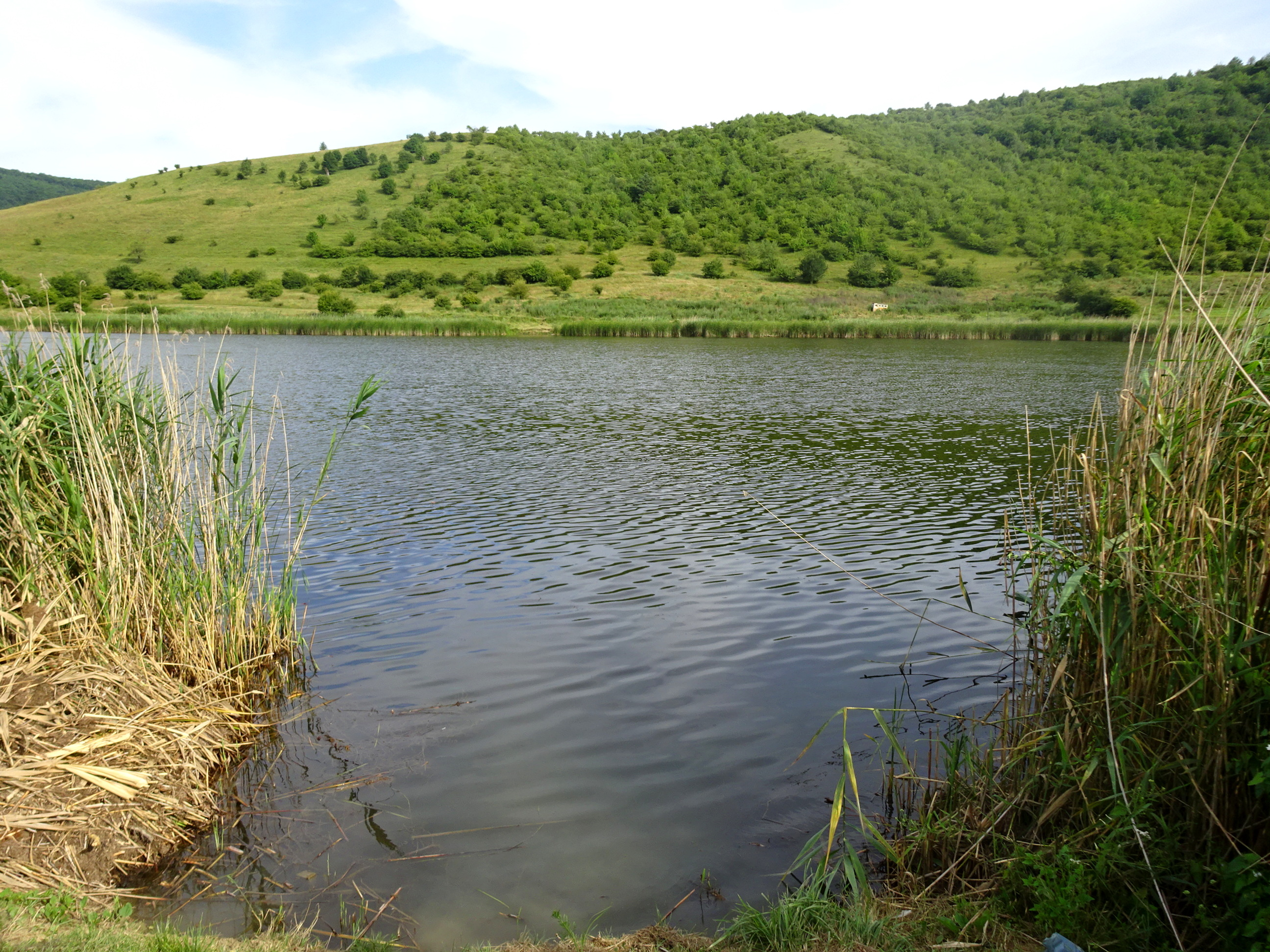
Lacul Sântejude
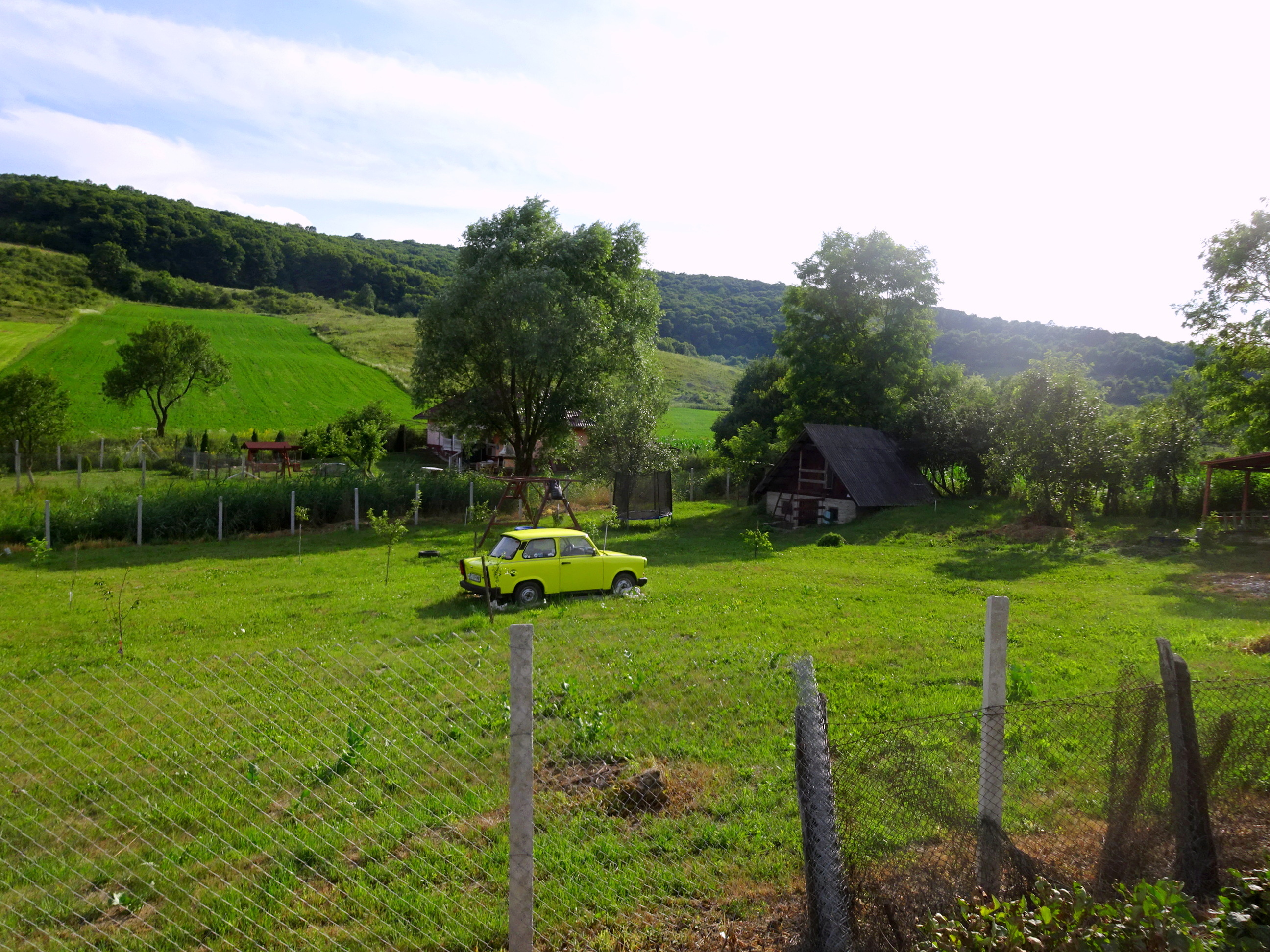
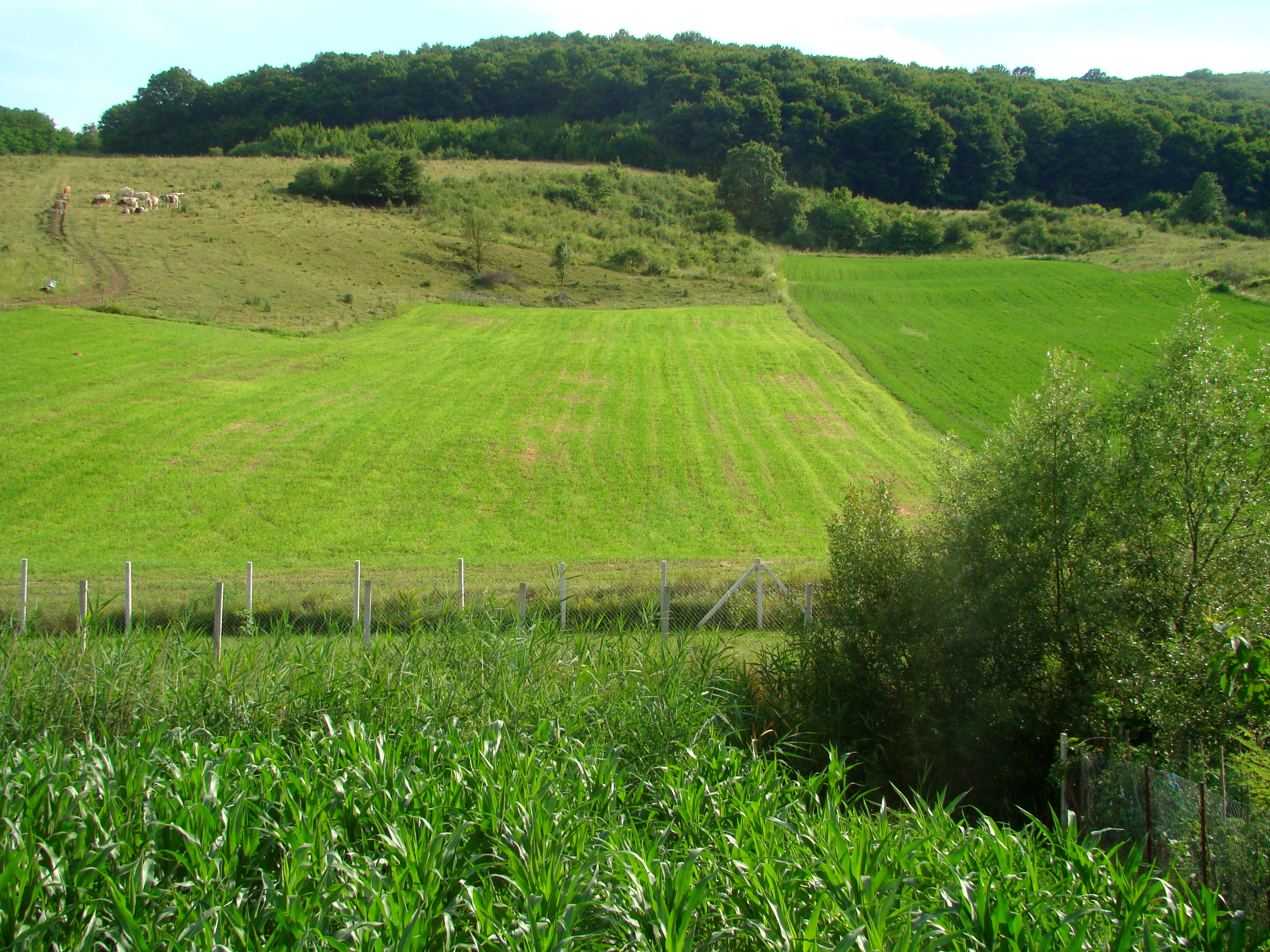
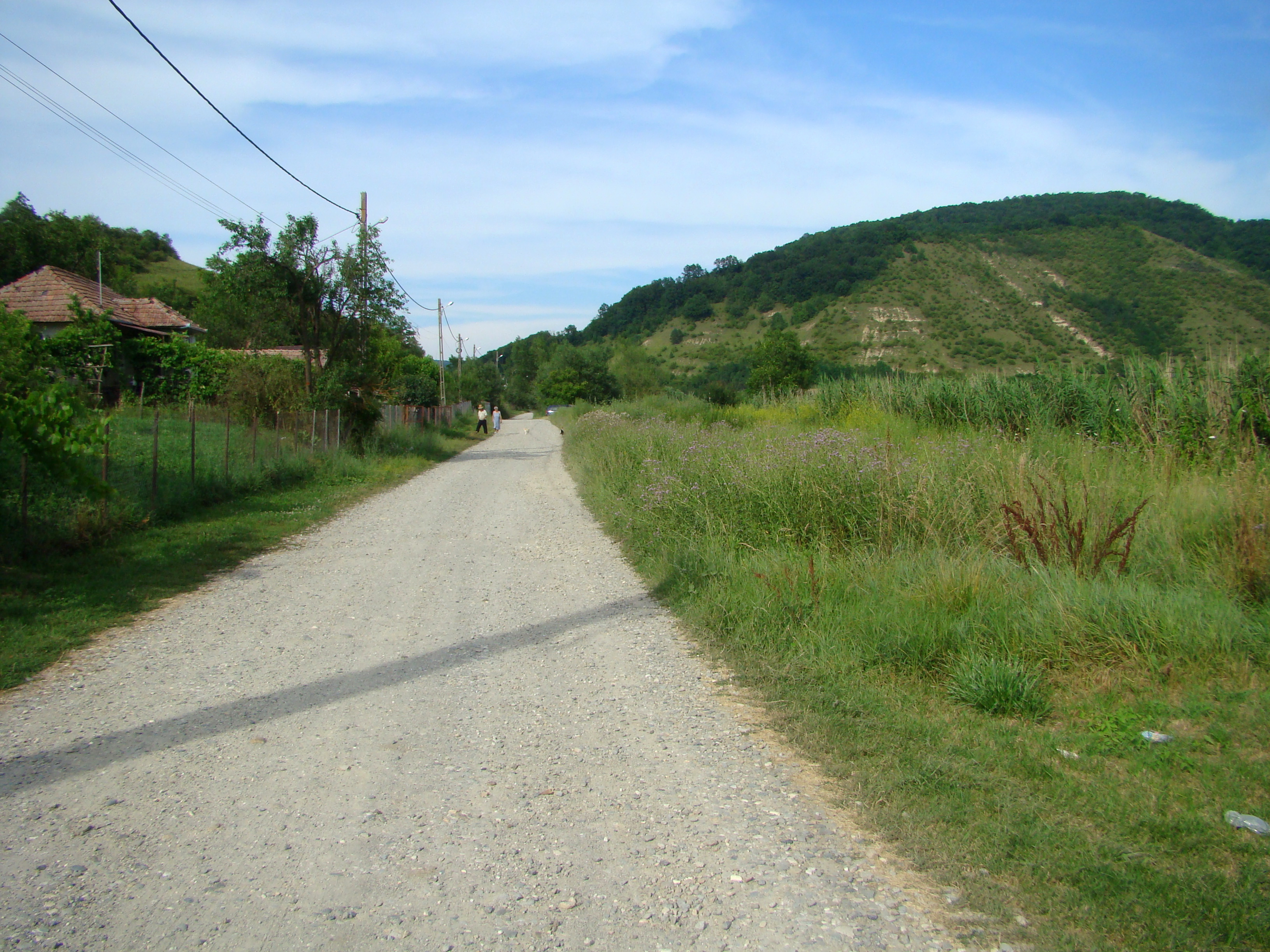
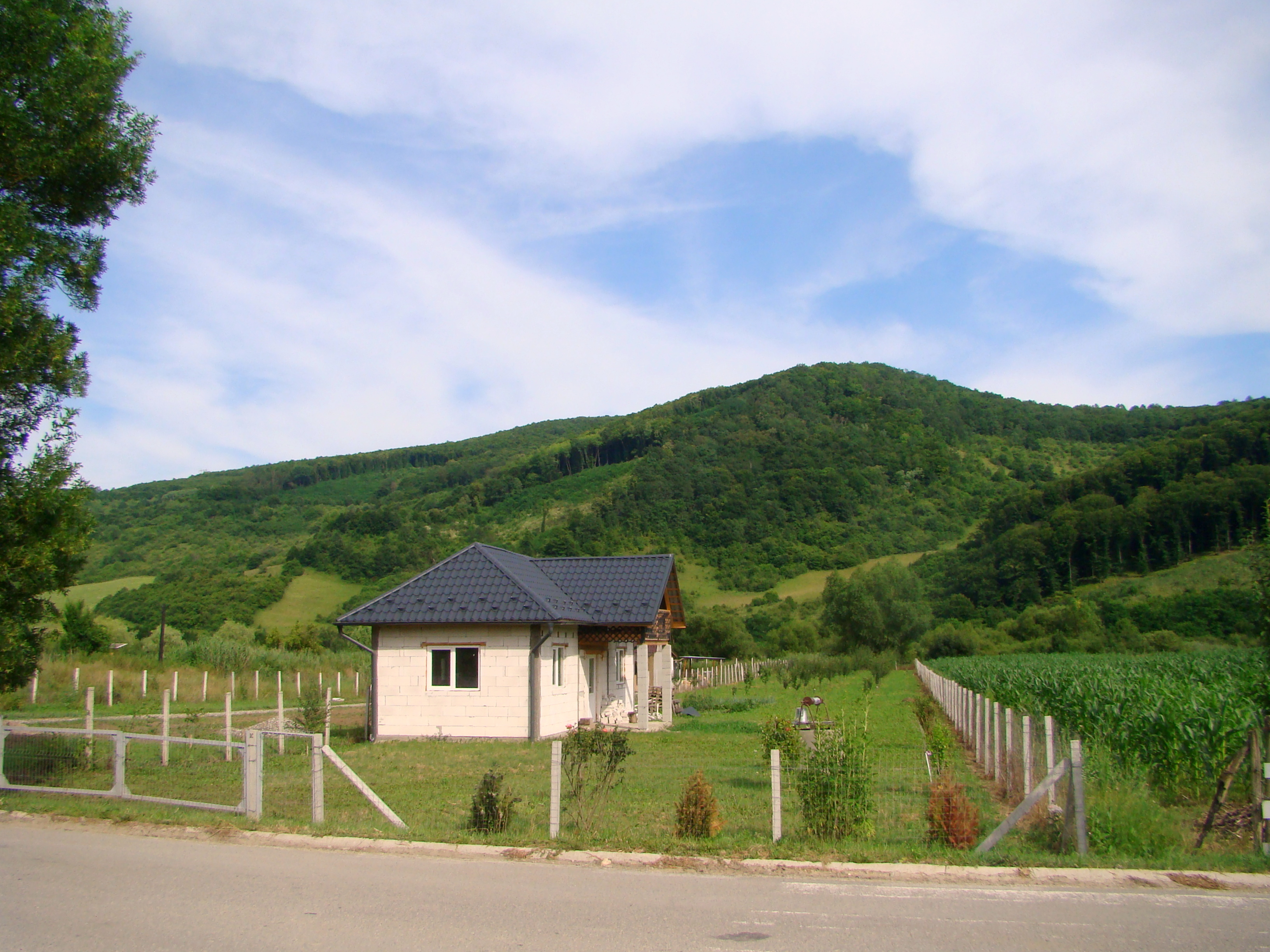
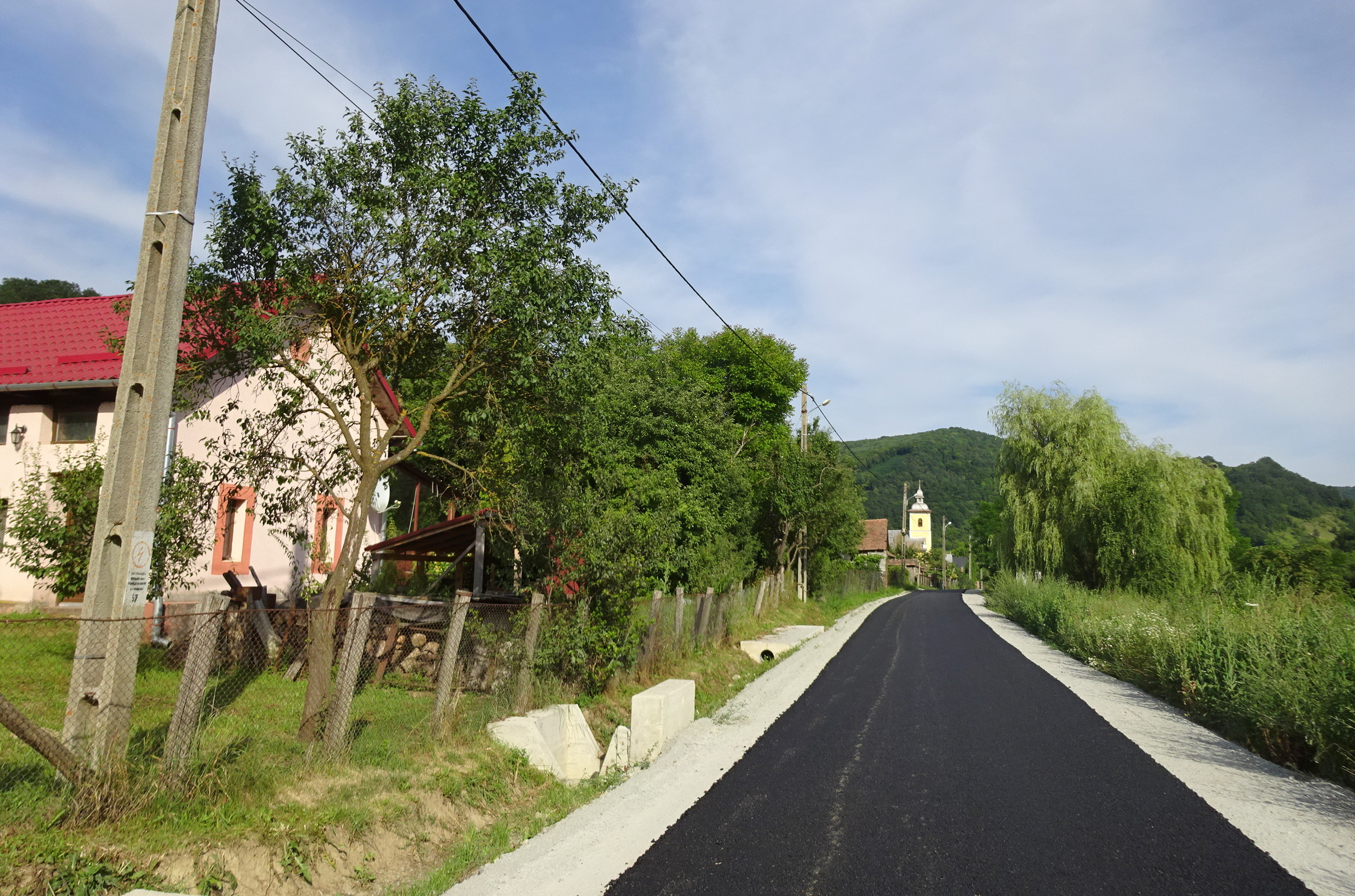
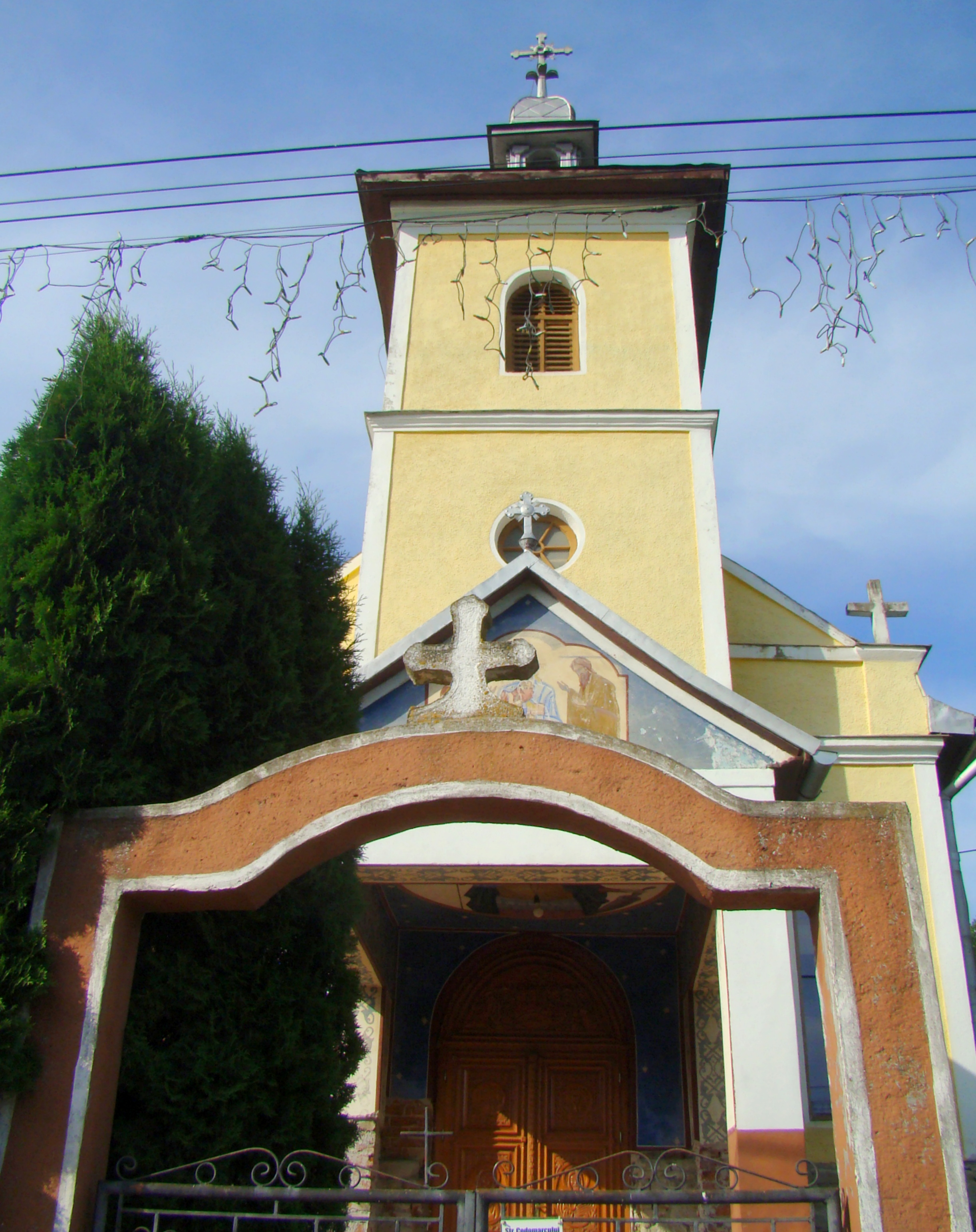
Biserica Sfântul Dimitrie din Sântejude-Vale (1938)
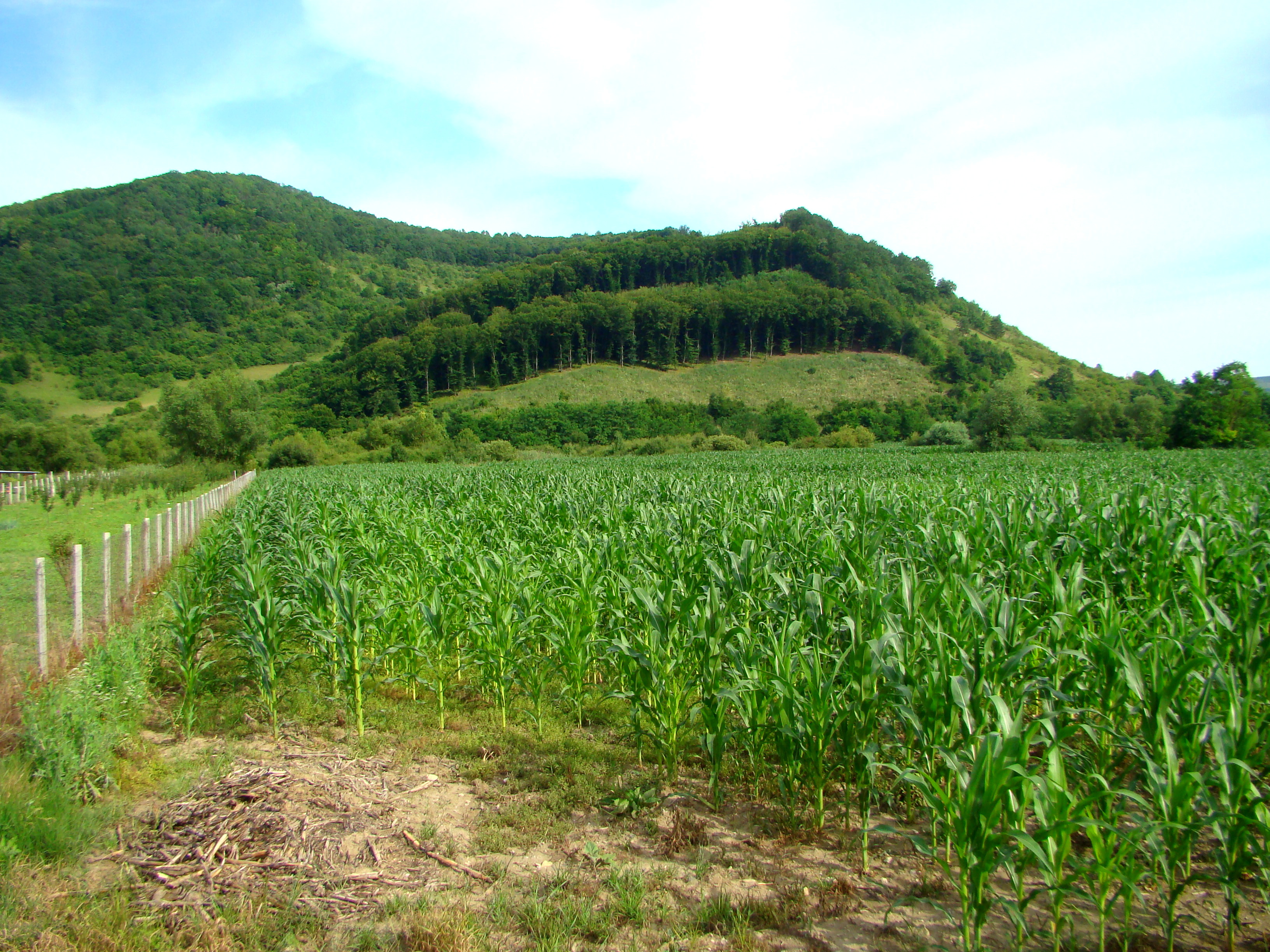